# 병꽃나무
병꽃나무(甁---, 학명: Weigela subsessilis, 영어: Korean weigela)는 인동과 애기병꽃아과에 속하며, 잎지는 넓은잎 큰키나무이다. 한국 고유종이다.

## 이름
1918년 일본의 생태학자 나카이 다케노신이 꽃 모양을 보고 병과 닮았다 하여 병꽃나무로 이름을 지었다.

## 생태
전국의 양지바른 산기슭에서 자라며 키는 2~3미터에 이른다. 잎은 거꾸로 된 달걀 모양으로 끝이 뾰족하며, 잎 가장자리에는 잔톱니가 있다. 꽃은 5월에 잎겨드랑이에서 1-2송이씩 피는데, 긴 통꽃이며 옅은 노란색에서 점차 붉은빛을 띤다. 열매는 길쭉한 병처럼 생겼으며, 9월에 익어서 두 조각으로 갈라진다. 병꽃나무의 이름은 이 열매의 생김새에서 유래했다. 씨에는 날개가 있다. 번식은 꺾꽂이나 씨로 한다.

## 쓰임새
공해, 건조, 추위 따위에 강해 가로수로 많이 심는다.

## 사진

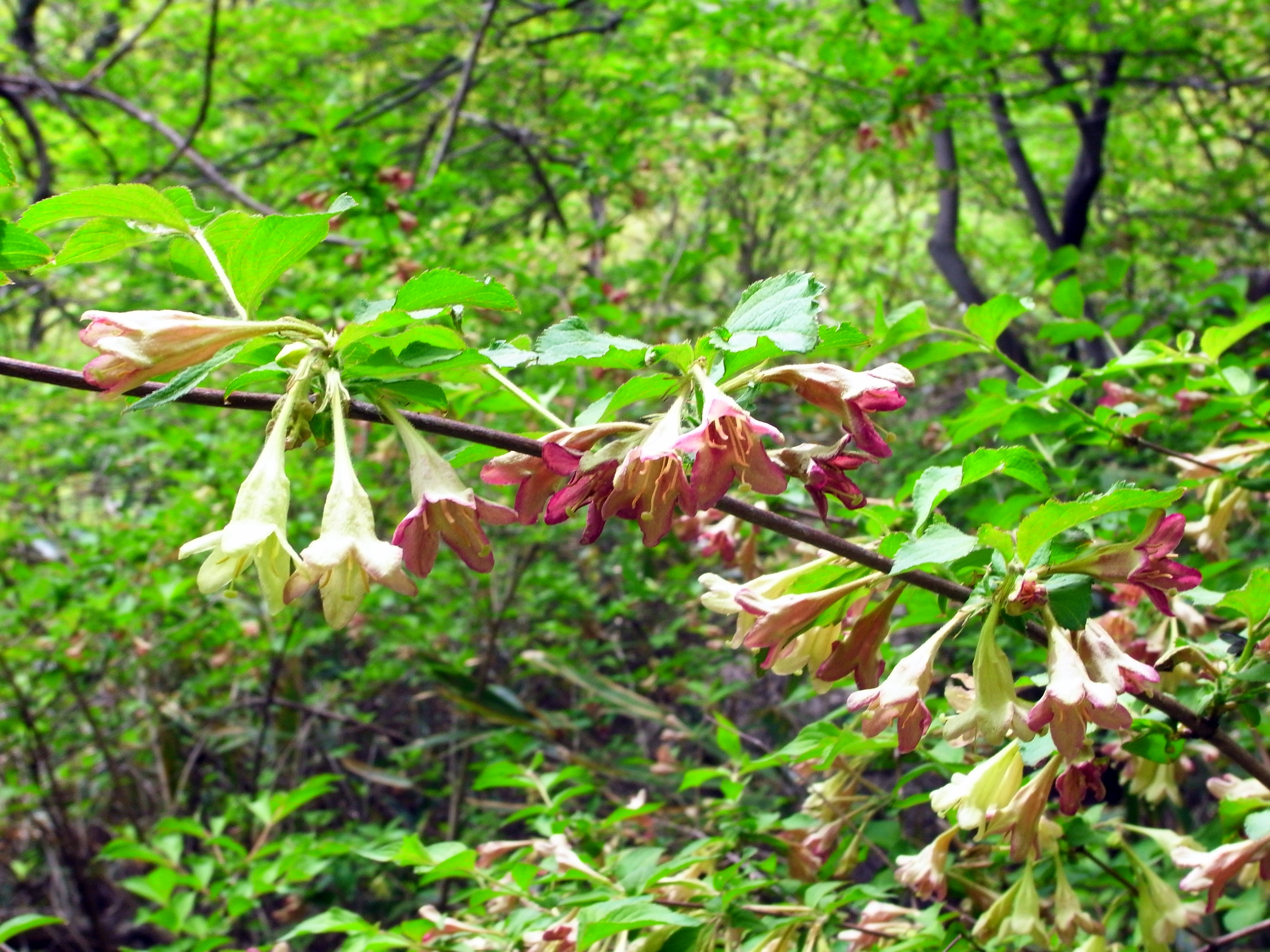
꽃
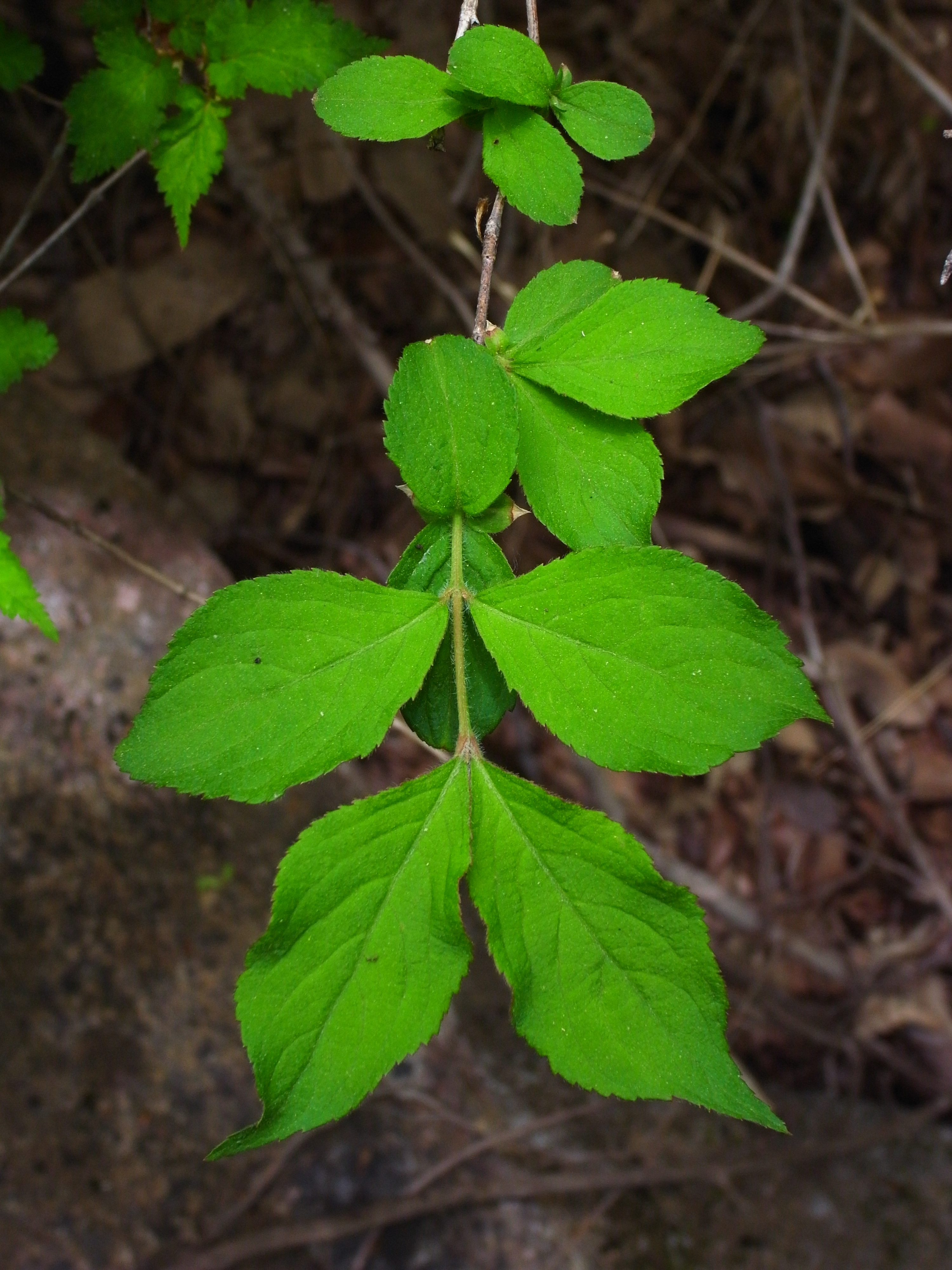
잎